# Schloss Stepperg

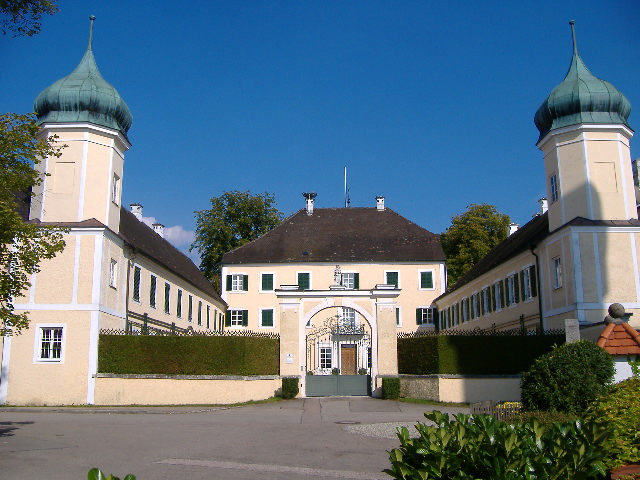
Mitteltrakt mit Seitenflügeln aus dem 19. Jahrhundert

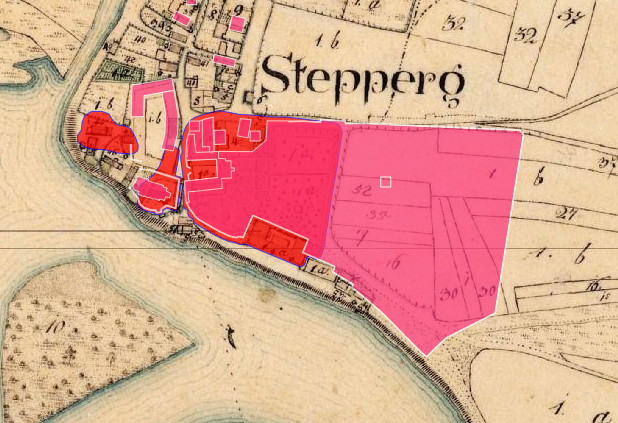
Lageplan von Schloss Stepperg auf dem Urkataster von Bayern

Schloss Stepperg ist eine nach Westen offene Dreiflügelanlage, gelegen am Rande von Stepperg, einem Gemeindeteil von Rennertshofen im Landkreis Neuburg-Schrobenhausen. Als Hofmarkschloss war es Herrensitz der Hofmark Stepperg. Die an der Usel liegende Anlage ist unter der Aktennummer D-1-85-153-86 als Baudenkmal verzeichnet. „Mittelalterliche und frühneuzeitliche Befunde im Bereich des Schlosses von Stepperg“ werden zudem als Bodendenkmal unter der Aktennummer D-1-7232-0266 geführt.

## Geschichte
Stepperg lag seit jeher im herzoglichen, ab 788 königlichen, Amt Neuburg an der Donau. Die Landesherren waren entsprechend jeweils königliche Lehensmänner, so 1197 bis 1214 die Kalendine zu Neuburg, 1214 bis 1247 die Pappenheimer und ab 1247 die Wittelsbacher. Schon die Pappenheimer setzten Ministeriale ein und gründeten eine Hofmark in Stepperg. Diese Ministerialen begründeten das Ortsadelsgeschlecht der Herren von Stepperg, deren erster 1214 Berthold von Stettenberg war. Dieses Geschlecht bestand bis 1335 (Heinricht von Stettenberg zu Berolzheim).
1350 folgten als Schlossherren die Falkner und 1400 die Hausner, die 1526 schließlich die Hofmark Stepperg samt Schloss, Amtshaus und Donauurfahr an ihren Vetter Mang Emershofer, Pfleger in Niederschönenfeld verkauften. Ab 1551 war Sebastian Pemerle, Kastner von Pfalzgraf Ottheinrich, Eigentümer. Dieser verkaufte 1561 Schloss und Hofmark an Hans Jakob von Welser.
Das dreigeschossige Hauptgebäude (Mitteltrakt) des heutigen Schlosses wurde von den Welsern Ende des 16. Jahrhunderts errichtet. Durch Heirat von Anna Welser mit Johann Dominik von Servi wurden die Freiherren von Servi, aus der ursprünglich italienischen Adelsfamilie De Servi, Eigentümer. Die Servi waren lange Zeit hohe Beamte am Neuburger Hof. 1789 starb Karl Philipp von Servi ohne Nachkommen. Sebastian von Staader, Landvogt in Neuburg, erbte das Schloss.
1801 kaufte die Kurfürstenwitwe Maria Leopoldine, die 1804 Graf Ludwig von Arco heiratete, das Landgut Stepperg. Die beiden Söhne von Leopoldine, Aloys und Maximilian, verbrachten ihre frühe Kindheit dort. Durch verbesserte landwirtschaftliche Nutzung des Grundes konnte die fürstliche Gutsbesitzerin den Ertrag wesentlich steigern und auf den Märkten hohe Gewinne erzielen.
Die beiden Flügelbauten mit quadratischen Türmen an den Westenden sind 1806 hinzugekommen und 1907 von Gabriel von Seidl umgebaut worden:
Besonders reizend ist ein Gartensälchen mit zartfarbigen Deckenfresken um 1830, dem ein Kabinett im Obergeschoß des rechten Seitenflügels entspricht, das einst Teil eines Saales bildete. Man will wissen, daß dieses Kabinett eigens für den Besuch der Kaiserin Marie Luise eingerichtet worden sei, als sie nach dem Sturz Napoleons auf der Heimreise nach Wien in Stepperg Aufenthalt genommen hatte.
Das Schloss ist umgeben von einem herrlichen Park, einer Schöpfung Friedrich von Sckells, mit altem Baumbestand und einer Mauer aus dem 18./19. Jahrhundert. Die im Park stehende Hermesskulptur ist von Ludwig von Schwanthaler.
Die Enkelin der Kurfürstin, Sophie Gräfin von Arco-Stepperg, erbte Schloss und Gut Stepperg von ihrem Vater Aloys. Sie heiratete den aus französischem Adel stammenden Graf Ernst von Moy de Sons. Noch heute befindet sich das Schloss im Besitz der gräflichen Familie Moy. Schloss und Landschaftspark sind der Öffentlichkeit nicht zugänglich.
Für Film- und Photoshooting kann das Areal gebucht werden. Anfang 2009 drehte man in den Räumen des Schlosses den ZDF-Krimi Entführt, der am 3. März 2009 gesendet wurde.

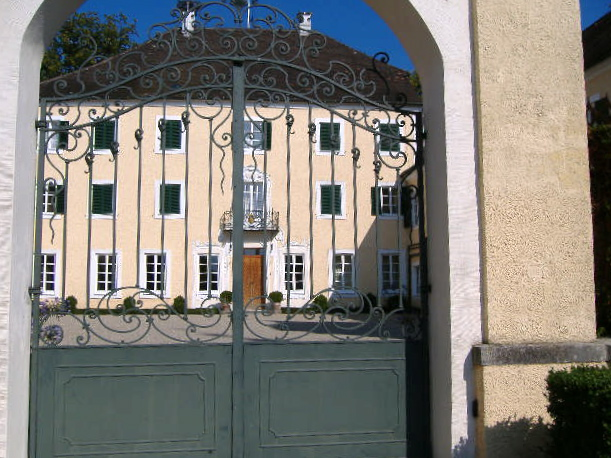
Mitteltrakt mit Torbogen
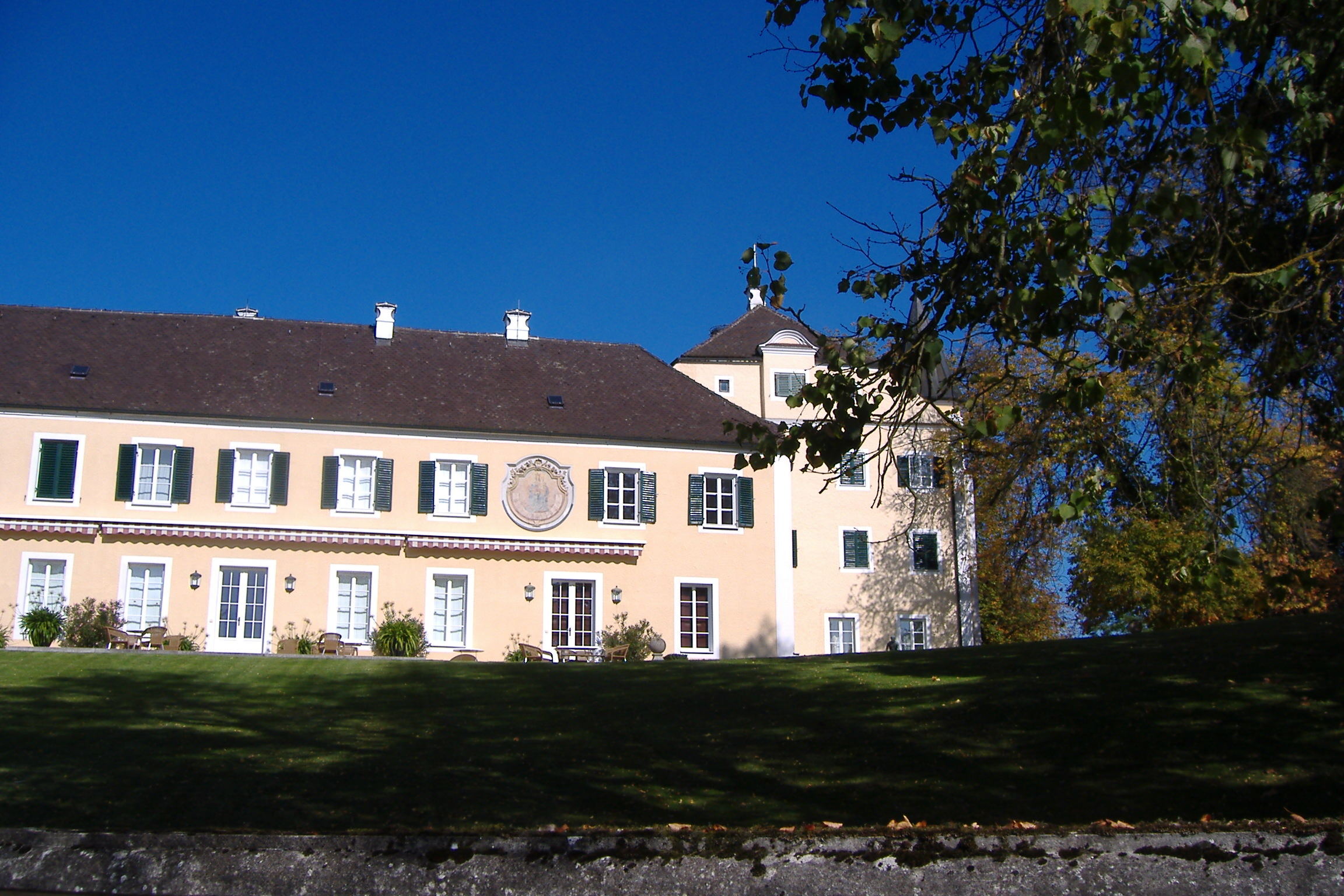
Südfront des Schlosses
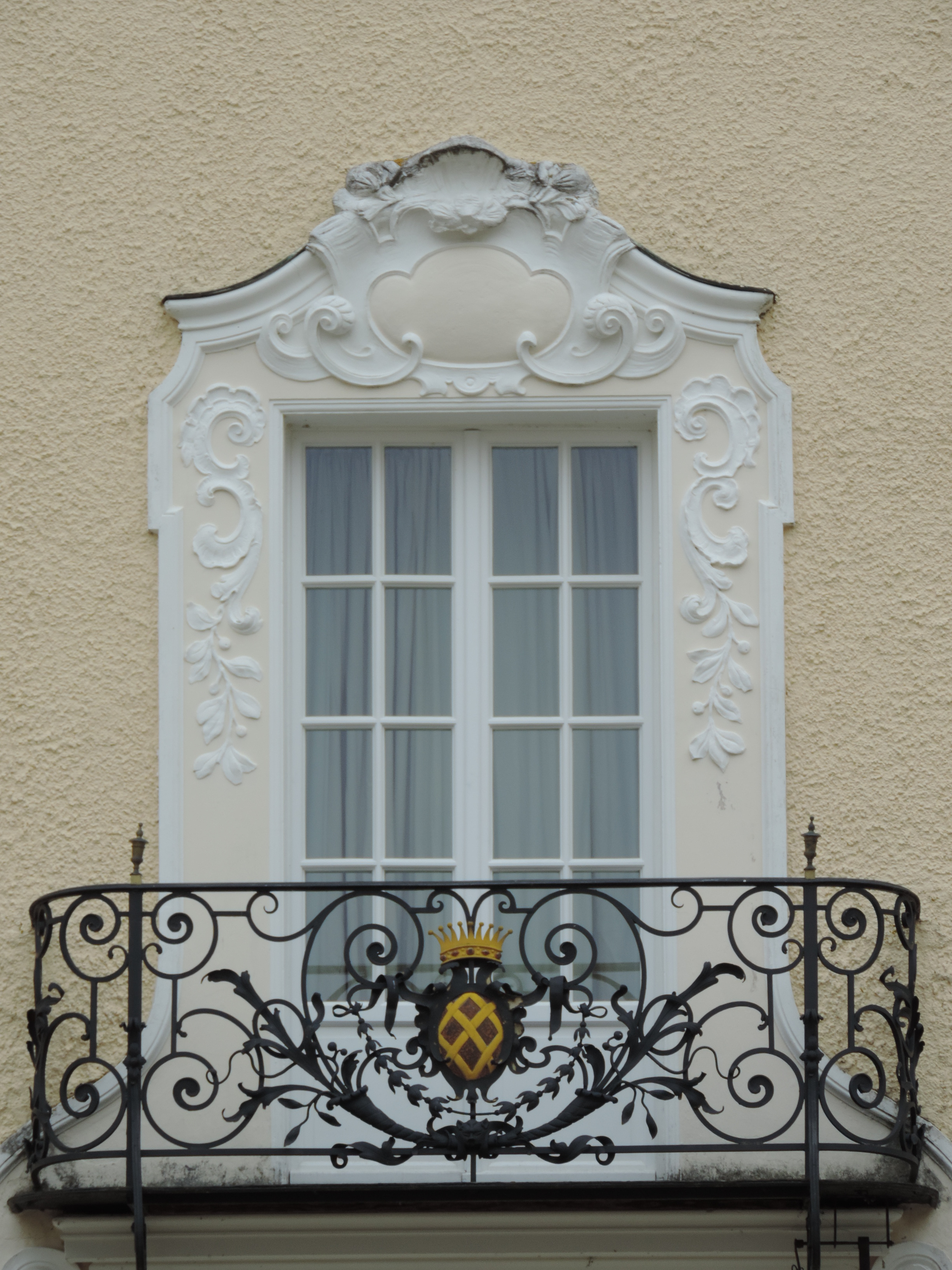
Balkon mit Wappen derer von Moy de Sons
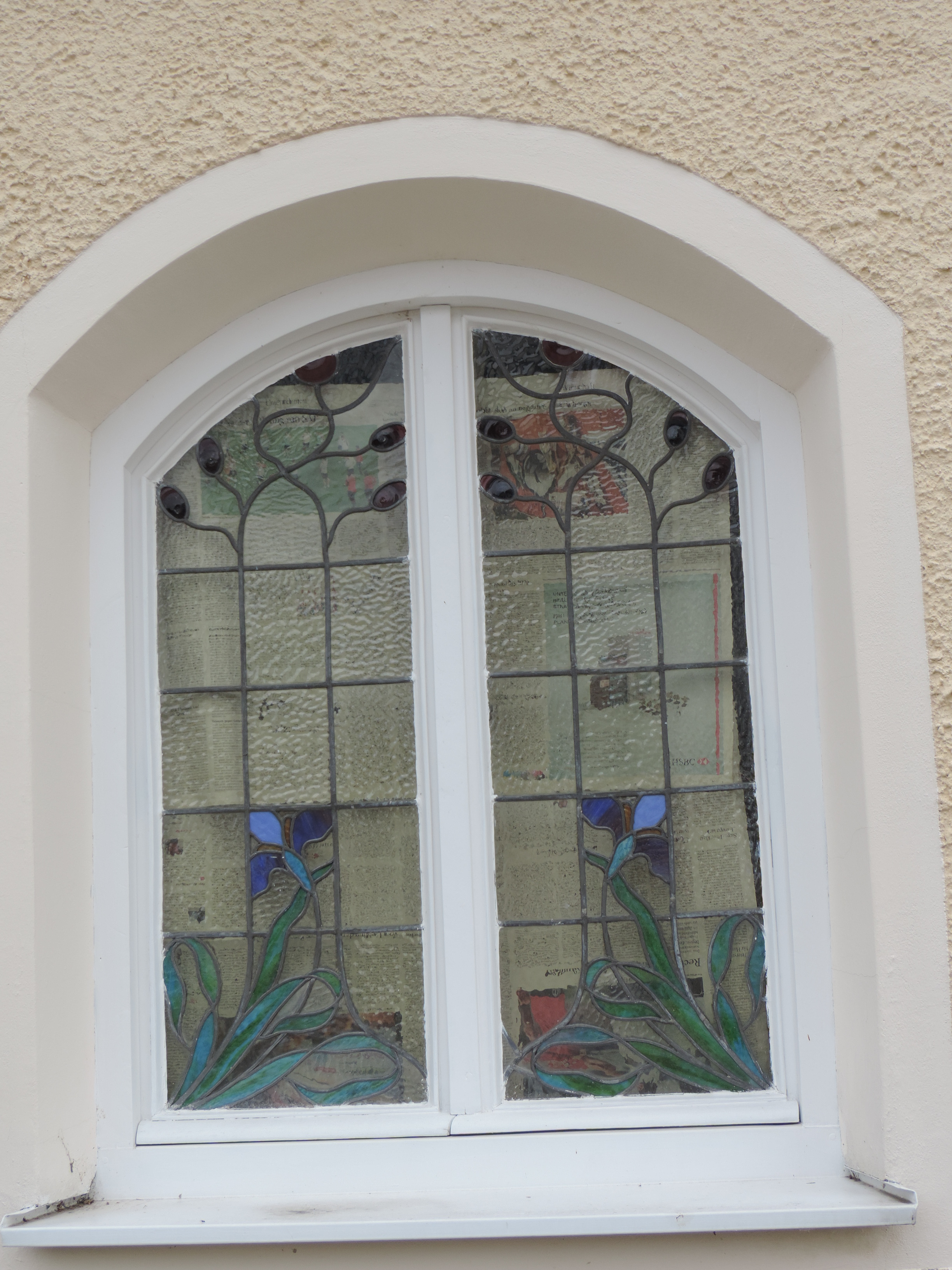
Jugendstilfenster am westlichen Seitentrakt
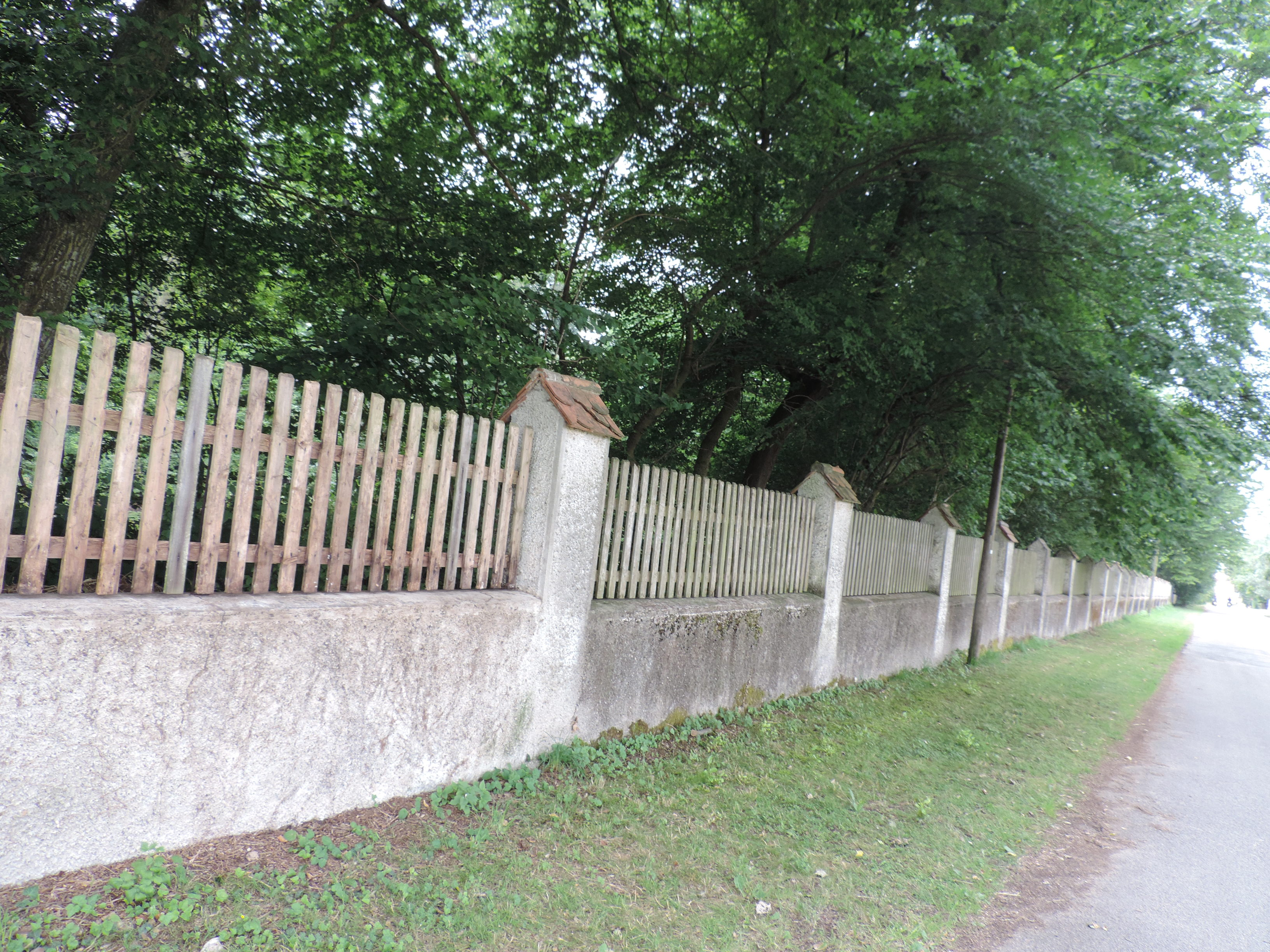
Teilansicht der Schlossmauer